# Kento Misao
Kento Misao (三竿 健斗, Misao Kento, Musashino, 16 april 1996) is een Japans voetballer die als middenvelder speelt bij Kashima Antlers.

## Clubcarrière
Misao is een product van de jeugdopleiding van Tokyo Verdy, waar hij in 2015 in het eerste elftal debuteerde. Na een sterk eerste seizoen verdiende hij een transfer naar eersteklasser Kashima Antlers. In zijn eerste seizoen won de ploeg gelijk de dubbel, al was de bijdrage van Misao minimaal met vijf optredens in de competitie. Het volgende seizoen brak hij door onder de nieuwe trainer Go Oiwa, die hem het vertrouwen gunde en hem in de basis zette. Misao zou de komende jaren uitgroeien tot vaste waarde in het elftal van de Japanse ploeg. In 2018 won Kashima Antlers voor het eerst de AFC Champions League, Misao speelde tien van de elf duels mee op het toernooi.

## Japans voetbalelftal
Kento Misao maakte op 16 december 2017 zijn debuut in het Japans voetbalelftal tijdens een wedstrijd om het Oost-Aziatisch kampioenschap voetbal 2017 tegen Zuid-Korea.

## Statistieken
| Japans voetbalelftal | Japans voetbalelftal | Japans voetbalelftal |
| Jaar                 | Wed.                 | Dlp.                 |
| -------------------- | -------------------- | -------------------- |
| 2017                 | 1                    | 0                    |
| 2018                 | 5                    | 0                    |
| Totaal               | 6                    | 0                    |